# تپه قلعه بالا (بیجار)
تپه قلعه بالا یا قلعه بانو، نام یک تپه باستانی در مرکز شهر بیجار است، تاکنون بررسی و کاوش بر روی این تپه انجام گرفته است.

## موقعیت
این تپه در مرکز شهر و در نزدیکی بازار بیجار قرار دارد.

## بررسی
طبق بررسی‌های سطحی که بر روی این تپه توسط دکتر عزت‌الله نگهبان صورت گرفت، قدمت شهر را به هزاره سوم قبل میلاد مسیح نسبت می‌دهد. همچنین در بررسی سطحی که در سال ۱۳۸۱ بر روی تپه انجام گرفت، می‌توان قدمت شهر را به هزاره چهارم قبل میلاد نسبت داد، در این گزارش آمده‌است: تعدادی سفال با پوشش قرمز و سیاه خاکستری براق با شاموت کاه در این تپه به دست آمده‌است که نزدیک به سفال‌های دوره مس و سنگ می‌باشد، همچنین سفال‌های دیگری در سطح تپه با پوشش نخودی و با تزیین هندسی به رنگ قهوه‌ای روشن و تیره به‌دست آمده‌است که نزدیک به سفال‌های سیلک ۴ (هزاره سوم قبل میلاد) می‌باشد، و علاوه بر آن‌ها سفال‌های سیاه خاکستری براق، احتمالاً در عصر مفرغ نیز در سطح تپه به‌دست آمده‌است، با توجه به درصد بیشتر نمونه‌های سفالی که مربوط به دوران تاریخی به‌ویژه دوران پارت و ساسانی است، استقرار دوران تاریخی این محوطه نیز پررنگ و قابل توجه می‌باشد، در ادامه بررسی سفال‌های سطح تپه قلعه بالا، سفال‌های بدون لعاب و لعاب‌دار مربوط به دوران اسلامی نیز به‌دست آمده‌است که بیان‌گر آخرین استقرار این محوطه در دوران اسلامی است.

## کاوش
در تابستان ۱۳۹۸ یک گروه از باستان‌شناس‌ها مشغول کاوش بر روی این تپه شدند.